# Patryk Adamczyk
Patryk Adamczyk (ur. 5 stycznia 1994) – polski lekkoatleta specjalizujący się w biegu na 400 metrów przez płotki.
Zawodnik klubów: UKS Kusy Warszawa, UKS Młodzik Warszawa, RLTL ZTE Radom. Brązowy medalista mistrzostw Polski w biegu na 400 metrów przez płotki (2016). Ponadto w tej konkurencji był m.in. młodzieżowym mistrzem Polski (2016), mistrzem oraz wicemistrzem Polski juniorów (odpowiednio: 2013 i 2012) a także 4. zawodnik mistrzostw Europy juniorów (2013) oraz półfinalista mistrzostw Europy seniorów (2016). Na HMŚ w Birmingham w 2018 wystąpił w biegu eliminacyjnym sztafety 4 × 400 m, ale nie wystąpił w finale (zastąpił go Rafał Omelko), w którym Polacy wygrali i pobili rekord świata; Adamczyk także otrzymał złoty medal.
Rekord życiowy w biegu na 400 metrów przez płotki: 49,72 (2016).